# Clásico Racing Club-River Plate
El clásico Racing Club-River Plate, conocido popularmente como el Clásico más antiguo, es un partido de fútbol que involucra a dos de los clubes más representativos de Argentina, el Racing Club y el Club Atlético River Plate. Aunque no son vistos como máximos rivales, este encuentro es clasificado como un clásico debido a que ambos equipos cumplen con el criterio de ser considerados «clubes grandes». Esta clasificación comenzó siendo utilizada por la prensa especializada, luego de que la Asociación del Fútbol Argentino (AFA) estableciera el sistema de voto proporcional en 1937.
A lo largo de historia se han enfrentado en partidos oficiales correspondientes a campeonatos de primera y segunda división, copas nacionales (AFA) y copas internacionales organizadas por la Conmebol. El primer encuentro oficial entre ambos ocurrió el 22 de abril de 1906 por el torneo de segunda categoría, y terminó en victoria de Racing por 3 a 1. Así mismo, este último ya había jugado anteriormente con el Club La Rosales —antecesor de River Plate— en 1903.
Al ser el enfrentamiento entre dos de los clubes denominados «grandes» con mayor antigüedad en Argentina, comúnmente es nombrado por medios nacionales como «el clásico más antiguo del fútbol argentino». Como particularidad, ambos clubes han sido campeones de Copa Libertadores y Copa Intercontinental.
Entre ambos, suman un total de 113 títulos (41 de Racing Club y 72 de River Plate). Se trata del 5.° partido del fútbol argentino con mayor sumatoria de títulos. Además, los dos integran la galería de «clubes clásicos» que dispuso la Federación Internacional de Fútbol Asociación (FIFA) en 2012.
Actualmente River Plate posee una ventaja sobre Racing Club de 43 partidos de diferencia en el historial general, y de 45 en el historial liguero. En cuanto a enfrentamientos por copas, Racing tiene una ventaja sobre River de 2 partidos por copas nacionales, mientras que los millonarios lo aventajan por un partido por copas internacionales.

## Historia
- El primer partido oficial entre ambas instituciones se disputó el 22 de abril de 1906, en Industria y Gaboto (River Plate). Fue un encuentro correspondiente a la primera fecha de la sección B de la segunda división y lo ganó Racing Club por 3-1.

- El primer partido en la primera división se jugó el 4 de junio de 1911, en Industria y Gaboto (River Plate). Aquel encuentro finalizó con victoria millonaria por 3 a 1, con goles de Abbatángelo, Bergoveng y Ameal (River), y J. Perinetti (Racing).[8]

- El segundo partido en primera, se jugó el 29 de octubre de ese año, en Alsina y Colón (Racing Club). Culminó en un empate 3 a 3, con goles de Gallino (e/c), F. Gómez y Bergoveng (River), y A. Ohaco, M. González, J. Ohaco (Racing).

- El primer encuentro por Copa nacional se dio en la Copa de Honor de 1911, en Alsina y Colón (Racing Club). Finalizó 1 a 1, con goles de Seminario (Racing) y Bergogne (River). Aunque debido a incidentes que propiciaron su suspensión, posteriormente se lo dio por ganado a Racing.[9]

- El primer encuentro profesional entre ambos equipos ocurrió en Alsina y Colón (Racing Club). Disputado el 16 de agosto de 1931 (en la fecha 13), terminó igualado 1-1, con goles de Alberto Fassora (Racing) y de Pedro Marassi (River).[10]

- El segundo partido profesional se disputó el 13 de diciembre de 1931 en Alvear y Tagle (River Plate. Ocurrió en ese mismo campeonato (en la fecha 30) y terminó en un nuevo empate 1-1, con goles de R. Mellone (Racing) y J. M. González (E/C) (River).

- El primer encuentro por una copa internacional se dio en la Copa Libertadores 1967, en el Cilindro. Terminó con una victoria académica por 2 a 0, con goles de Norberto Raffo y Humberto Maschio.[11]

- El 15 de diciembre de 1968 se enfrentaron por la última fecha del Campeonato Nacional en el Cilindro. Aquel encuentro terminó 1–1 con goles de Alfio Basile para el local, y Daniel Onega para la visita. Este partido es recordado por ser el de mayor concurrencia en la historia de la Primera División de Argentina, ya que contó con la presencia de 106 000 espectadores en el estadio.[12]
- El 2 de diciembre de 2001 se enfrentaron por la 16.ª fecha del Torneo Apertura en el Cilindro. Aquel encuentro terminó 1–1 con goles de Gerardo Bedoya para el local, y Esteban Cambiasso para la visita. Este resultado permitió a Racing Club mantener el 1.er puesto en la tabla y, posteriormente, consagrarse campeón del torneo. Por su parte, River Plate finalizó en el 2.º puesto.[13]
- El 23 de noviembre de 2014 se enfrentaron por la 17.ª fecha del Campeonato de Primera División en el Cilindro. Aquel encuentro terminó 1–0 con gol de Ramiro Funes Mori (a. g.) a favor del local. Este resultado permitió a Racing Club subir hasta el 1.er puesto en la tabla y, posteriormente, consagrarse campeón del torneo. Por su parte, River Plate finalizó en el 2.º puesto.[14] Los medios y las redes sociales hicieron circular la aparición fantasmagórica del fallecido futbolista Natalio Perinetti, notable en Racing Club, durante el partido.[15]
- El 17 de agosto de 2019 se enfrentaron por la 3.ª fecha de la Superliga 2019-20 en el Cilindro. Aquel encuentro terminó en goleada 1–6 con goles de Augusto Solari para el local, y Rafael Santos Borré (x2), Matías Suárez, Ignacio Fernández, Nicolás de la Cruz e Ignacio Scocco.[16]
- El 4 de marzo de 2021 se enfrentaron por la Supercopa Argentina 2019 en la inauguración del estadio Único Madre de Ciudades, siendo la 4.ª final entre ambos, Aquel encuentro terminó en goleada 5–0 con goles de Rafael Santos Borré, Julián Álvarez, Nicolás de la Cruz, Leonel Miranda (a. g.) y Matías Suárez.[17]
- El 25 de noviembre de 2021 se enfrentaron por la 22.ª fecha de la Liga Profesional en el Monumental. Aquel partido terminó 4–0 con goles de Agustín Palavecino, Julián Álvarez y Braian Romero (x2). Con este resultado, River Plate se consagró campeón de Primera División por 37.ª vez en su historia con tres fechas de anticipación.[18]
- El 23 de octubre de 2022 se enfrentaron por la última fecha de la Liga Profesional en el Cilindro. Aquel partido terminó 1–2 con goles de Matías Rojas para el local, y Miguel Borja (x2) para la visita. Este partido adquirió una particular relevancia, ya que un triunfo de Racing Club podría haberlo consagrado campeón del torneo, dado que, simultáneamente, el líder Boca Juniors empataba 2–2 su encuentro contra Independiente en la Bombonera.[19]
- El 14 de diciembre de 2024 se enfrentaron por la última fecha de la Liga Profesional en el Cilindro. Aquel partido terminó 1–0 con gol de Maximiliano Salas para el local. Con esta derrota, River Plate perdió su racha de siete años sin caer ante Racing en todas las competiciones oficiales.[20]

## Estadísticas

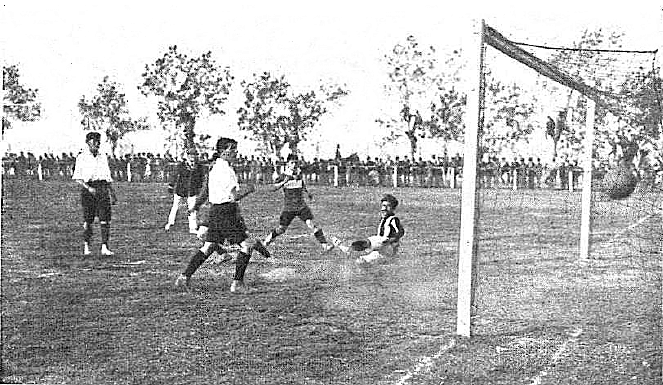
Amistoso disputado en 1911

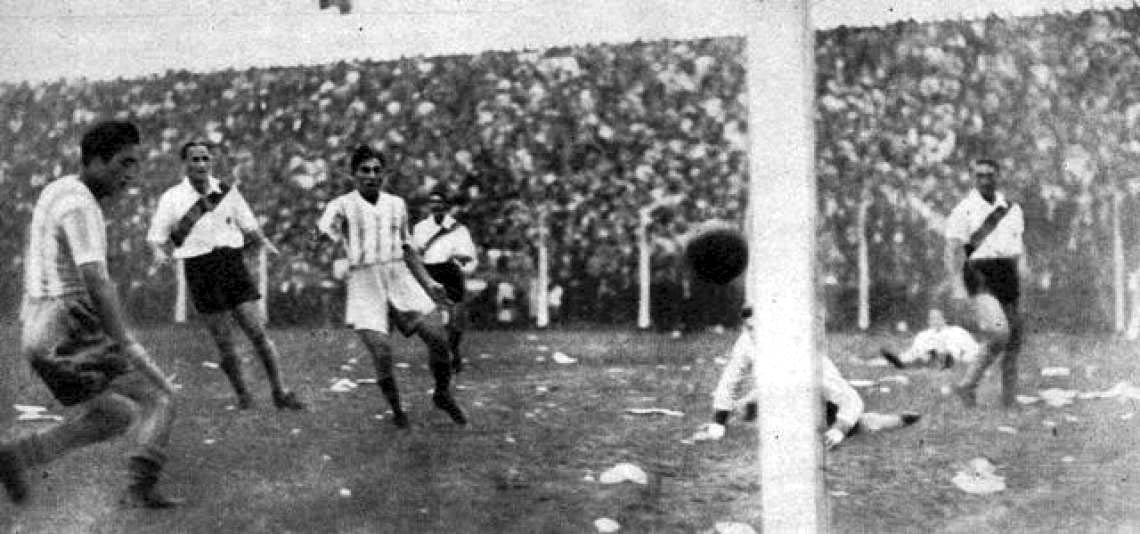
Gol de Devizia (Racing) en 1940

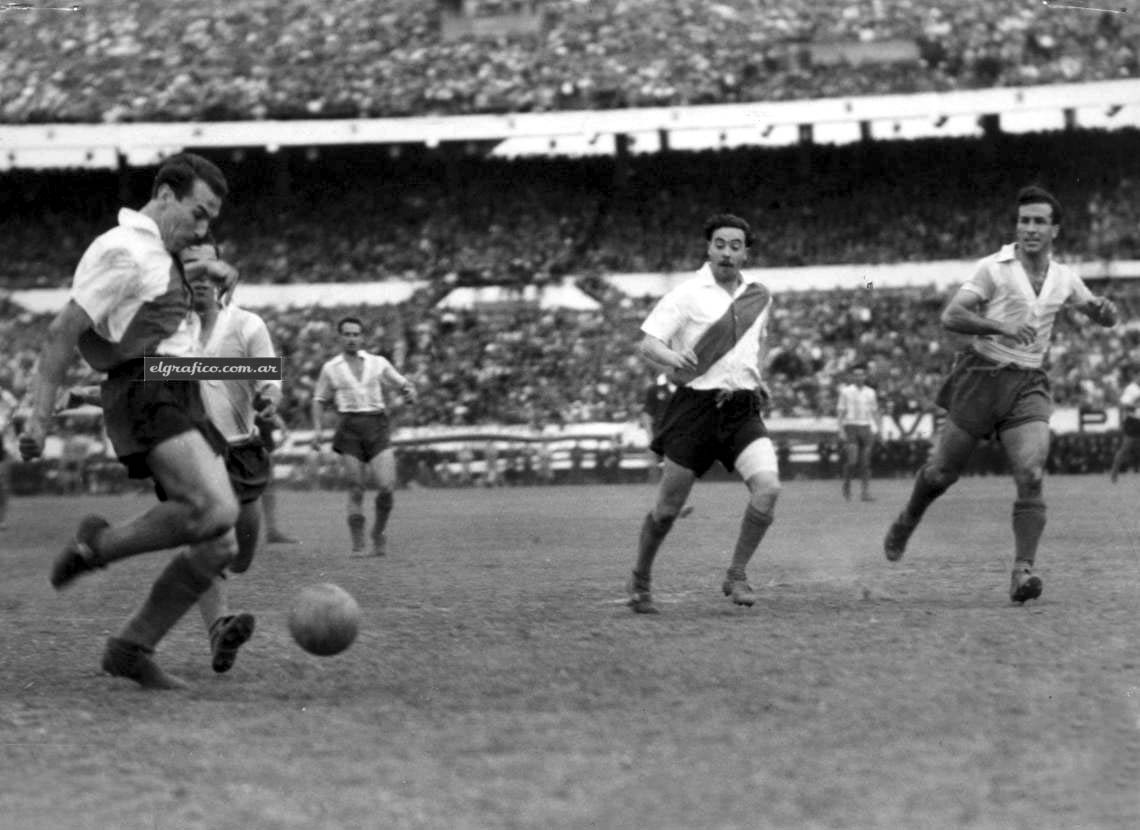
Gol de Vernazza (River) en 1953

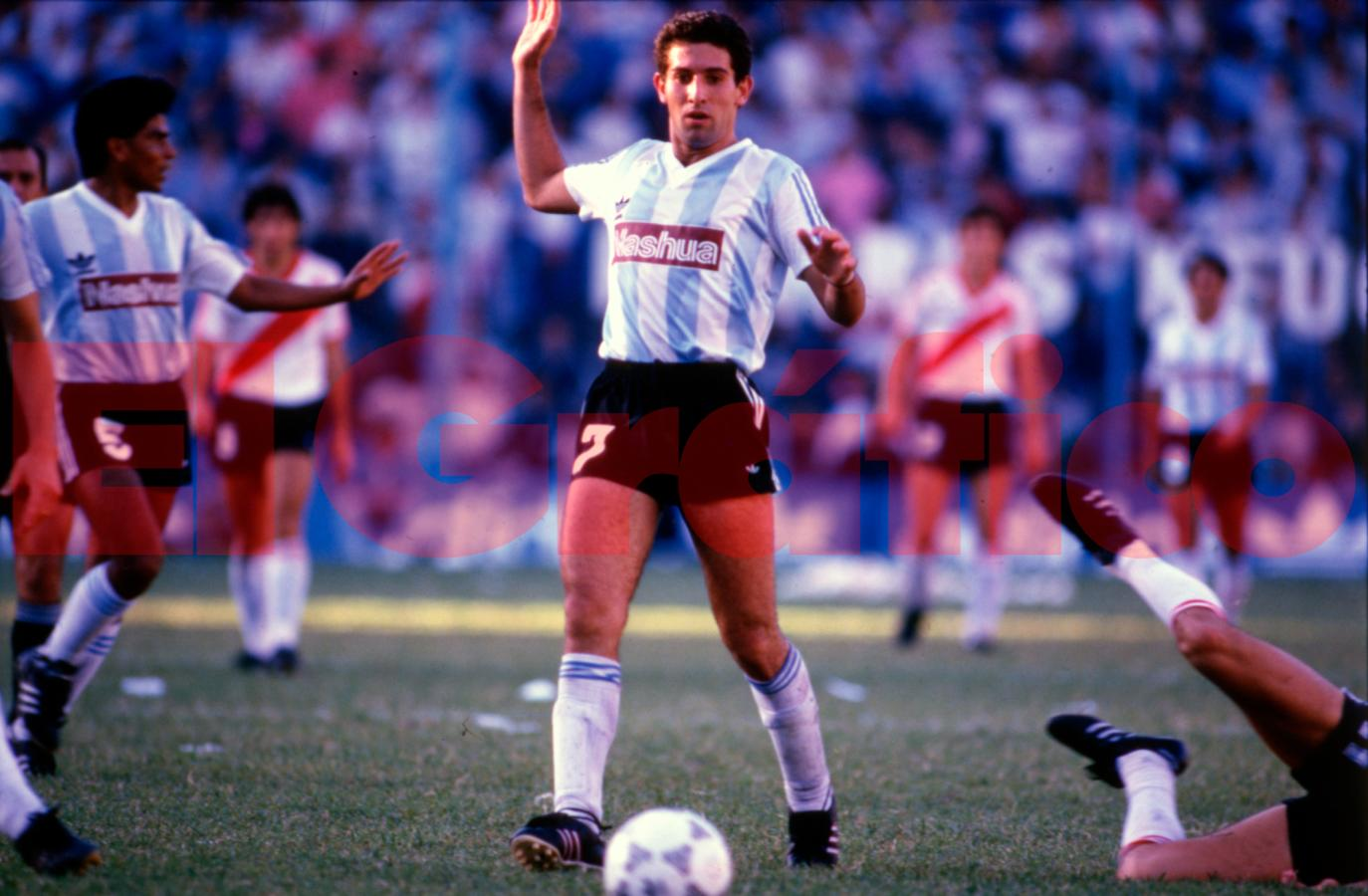
Hugo "Perico" Pérez en 1988

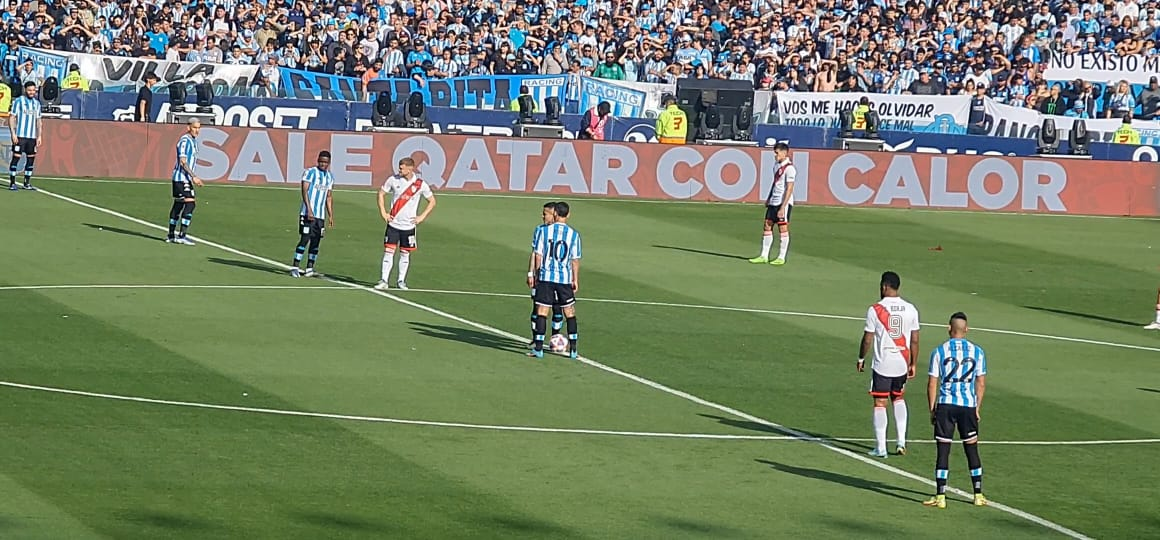
Partido entre ambos equipos en 2022

### Enfrentamientos oficiales
Datos actualizados al 14 de diciembre de 2024
- En total se disputaron 242 clásicos, con 111 victorias de River Plate, 68 de Racing Club, y 63 empates.[21]
- En Primera División, se midieron en 206 clásicos, con 100 victorias de River Plate, 55 de Racing Club y 51 empates.
- Por copas nacionales, se enfrentaron en 17 ocasiones, con 7 victorias para el conjunto de Avellaneda, 5 para el de Nuñez, y 5 empates.[22]
- Por copas internacionales, compitieron en 16 oportunidades, con 5 victorias millonarias, 4 académicas y 7 empates.[23]
- En Segunda División, se jugaron 3 encuentros, donde los albicelestes vencieron en 2 oportunidades y la banda en 1.

| Torneos disputados    | PJ  | GRP | E  | GRC | Goles RP | Goles RC |
| --------------------- | --- | --- | -- | --- | -------- | -------- |
| Primera División *    | 206 | 100 | 51 | 55  | 357      | 280      |
| Segunda División **   | 3   | 1   | 0  | 2   | 3        | 5        |
| Copas Nacionales      | 17  | 5   | 5  | 7   | 20       | 18       |
| Copas Internacionales | 16  | 5   | 7  | 4   | 21       | 17       |
| Total                 | 242 | 111 | 63 | 68  | 401      | 320      |

(*) Incluye todos los partidos de primera división disputados desde 1911 a 2024.

(**) Incluye todos los partidos disputados en segunda liga entre 1906 y 1908.

### Últimos 10 partidos
| Fecha                   | Torneo                           | Estadio                 | Resultado   | Resultado | Resultado   |
| ----------------------- | -------------------------------- | ----------------------- | ----------- | --------- | ----------- |
| 29 de agosto de 2018    | Copa Libertadores 2018           | River Plate             | River Plate | 3-0       | Racing Club |
| 10 de febrero de 2019   | Superliga 2018-19                | River Plate             | River Plate | 2-0       | Racing Club |
| 17 de agosto de 2019    | Superliga 2019-20                | Racing Club             | Racing Club | 1-6       | River Plate |
| 4 de marzo de 2021      | Supercopa Argentina 2019         | Único Madre de Ciudades | River Plate | 5-0       | Racing Club |
| 28 de marzo de 2021     | Copa de la Liga Profesional 2021 | River Plate             | River Plate | 0-0       | Racing Club |
| 25 de noviembre de 2021 | Campeonato 2021                  | River Plate             | River Plate | 4-0       | Racing Club |
| 27 de febrero de 2022   | Copa de la Liga Profesional 2022 | River Plate             | River Plate | 2-2       | Racing Club |
| 23 de octubre de 2022   | Campeonato 2022                  | Racing Club             | Racing Club | 1-2       | River Plate |
| 28 de julio de 2023     | Campeonato 2023                  | River Plate             | River Plate | 2-1       | Racing Club |
| 14 de diciembre de 2024 | Campeonato 2024                  | Racing Club             | Racing Club | 1-0       | River Plate |

### Enfrentamientos amistosos
- En partidos amistosos, se disputaron 71 clásicos, con 32 victorias de River, 20 de Racing y 19 empates.
- El último fue jugado en el estadio Monumental el 28 de enero de 2013, para la «Copa de Invierno 2013» y terminó con un empate 1 a 1.

| Partidos disputados | PJ | GRP | E  | GRC | Goles RP | Goles RC |
| ------------------- | -- | --- | -- | --- | -------- | -------- |
| Amistosos           | 71 | 32  | 19 | 20  | 127      | 98       |

## Eliminaciones directas por torneos oficiales

### Enfrentamientos de eliminación directa
Incluye todos los partidos de primera división disputados desde 1911 a 2023.
- Racing y River han disputado 20 cruces de eliminación directa. 16 fueron en competiciones AFA y los 4 restantes por torneos CONMEBOL.
- Racing eliminó a River en 13 ocasiones y los Millonarios hicieron lo propio en sólo 7 oportunidades.[24]

| #  | Torneo                         | Ronda            | Estadio                 | Local       | Resultado | Visitante   | Goles (L)                                         | Goles (V)                               |
| -- | ------------------------------ | ---------------- | ----------------------- | ----------- | --------- | ----------- | ------------------------------------------------- | --------------------------------------- |
| 1  | Copa de Honor 1911             | Octavos de final | Racing Club             | Racing Club | 1-1       | River Plate | Seminario                                         | Bergogne                                |
| 2  | Copa de Honor 1912             | Octavos de final | River Plate             | River Plate | 0-3       | Racing Club |                                                   | Perinetti, Ohaco, Hospital              |
| 3  | Campeonato 1913                | Desempate        | Estudiantes (BA)        | Racing Club | 3-0       | River Plate |                                                   | Ohaco (x2), Perinetti                   |
| 4  | Copa de Competencia 1914       | Semifinal        | Racing Club             | Racing Club | 1-2       | River Plate | Desconocido                                       | Desconocido                             |
| 5  | Copa de Honor 1917             | Final            | Independiente           | Racing Club | 3-1       | River Plate | Perinetti, Marcovecchio (x2)                      | Taggino (p)                             |
| 6  | Copa de Competencia AA 1925    | Desempate        | Racing Club             | Racing Club | 0-0       | River Plate |                                                   |                                         |
| 6  | Copa de Competencia AA 1925    | Desempate        | River Plate             | River Plate | 1-0       | Racing Club |                                                   |                                         |
| 7  | Copa de Competencia 1932       | Octavos de final | San Lorenzo             | River Plate | 1-0       | Racing Club |                                                   | Lago                                    |
| 8  | Copa de Competencia 1933       | Ronda 1          | San Lorenzo             | Racing Club | 1-0       | River Plate | Desconocido                                       |                                         |
| 9  | Copa Escobar 1939              | Cuartos de final | River Plate             | River Plate | 0-0       | Racing Club |                                                   |                                         |
| 10 | Copa Británica 1945            | Cuartos de final | Boca Juniors            | Racing Club | 3-2       | River Plate | Yácono (GEC), Fiore (x2)                          | Pedernera, Labruna                      |
| 11 | Copa Británica 1946            | Cuartos de final | San Lorenzo             | River Plate | 4-0       | Racing Club | Pedernera, Gallo, C.Muñoz (x2)                    |                                         |
| 12 | Copa Escobar 1949              | Semifinal        | Independiente           | Racing Club | 3-1       | River Plate | Olsen (x2), Salvini                               | Pérez                                   |
| 13 | Supercopa 1988                 | Semifinal        | Racing Club             | Racing Club | 2-1       | River Plate | Fernández (x2)                                    | Borelli                                 |
| 13 | Supercopa 1988                 | Semifinal        | River Plate             | River Plate | 1-1       | Racing Club | Gutiérrez                                         | Fabbri                                  |
| 14 | Liguilla Pre-Libertadores 1988 | Semifinal        | River Plate             | River Plate | 3-3       | Racing Club | Gutiérrez, Gorosito, Casas                        | Decoud, Medina Bello, Rabuñal           |
| 14 | Liguilla Pre-Libertadores 1988 | Semifinal        | Racing Club             | Racing Club | 1-0       | River Plate | Rabuñal                                           |                                         |
| 15 | Copa Centenario 1993           | Ganadores        | Vélez Sarsfield         | Racing Club | 1-0       | River Plate | López                                             |                                         |
| 16 | Copa Libertadores 1997         | Octavos de final | Racing Club             | Racing Club | 3-3       | River Plate | Úbeda (x2), Córdoba                               | Gallardo, Francescoli (pen.), Monserrat |
| 16 | Copa Libertadores 1997         | Octavos de final | River Plate             | River Plate | 1-1 (3-5) | Racing Club | Francescoli                                       | Fuertes                                 |
| 17 | Copa Sudamericana 2002         | Octavos de final | Vélez Sarsfield         | Racing Club | 1-0       | River Plate | Estévez                                           |                                         |
| 17 | Copa Sudamericana 2002         | Octavos de final | River Plate             | River Plate | 0-0       | Racing Club |                                                   |                                         |
| 18 | Copa Argentina 2012            | Semifinal        | Ernesto Martearena      | Racing Club | 1-1 (5-4) | River Plate |                                                   |                                         |
| 19 | Copa Libertadores 2018         | Octavos de final | Racing Club             | Racing Club | 0-0       | River Plate | Estévez                                           |                                         |
| 19 | Copa Libertadores 2018         | Octavos de final | River Plate             | River Plate | 3-0       | Racing Club |                                                   |                                         |
| 20 | Supercopa Argentina 2019       | Final            | Único Madre de Ciudades | River Plate | 5-0       | Racing Club | Borré, Álvarez, De la Cruz, Miranda (GEC), Suárez |                                         |

#### Estadísticas en enfrentamientos de eliminación directa
| Racing Club | 12 |
| River Plate | 7  |
| Total       | 20 |

### Finales disputadas entre ambos
- En tres finales disputadas entre ambos equipos, los Millonarios obtuvieron dos victorias y la Academia una.

| # | Torneo                           | Ronda | Estadio                 | Local       | Resultado | Visitante   | Goles (L)                                         | Goles (V)   |
| - | -------------------------------- | ----- | ----------------------- | ----------- | --------- | ----------- | ------------------------------------------------- | ----------- |
| 1 | Campeonato Segunda División 1908 | Final | GEBA                    | River Plate | 2-1       | Racing Club | A. García, E. Fernández                           | Pablo Frers |
| 2 | Copa de Honor 1917               | Final | Independiente           | Racing Club | 3-1       | River Plate | Perinetti, Marcovecchio (x2)                      | Taggino (p) |
| 3 | Supercopa Argentina 2019         | Final | Único Madre de Ciudades | River Plate | 5-0       | Racing Club | Borré, Álvarez, De la Cruz, Miranda (GEC), Suárez |             |

#### Estadísticas en finales disputadas
| Racing Club | 1 |
| River Plate | 2 |
| Total       | 3 |

## Tablas comparativas entre los equipos

### Títulos oficiales
| Competiciones                   | Racing Club | River Plate |
| Torneos Internacionales         | 8           | 18          |
| ------------------------------- | ----------- | ----------- |
| Copa Intercontinental           | 1           | 1           |
| Copa Interamericana             | 0           | 1           |
| Copa Libertadores de América    | 1           | 4           |
| Copa Sudamericana               | 1           | 1           |
| Supercopa Sudamericana          | 1           | 1           |
| Recopa Sudamericana             | 1           | 3           |
| Copa J.League-Sudamericana      | 0           | 1           |
| Copa Dr. Ricardo C. Aldao       | 2           | 5           |
| Copa de Honor Cusenier          | 1           | 0           |
| Cup Tie Competition             | 0           | 1           |
| Campeonatos de Primera División | 18          | 38          |
| Copas Nacionales                | 15          | 16          |
| Títulos Totales                 | 41          | 72          |

### Títulos por década
| Décadas   | Racing Club | River Plate |
| --------- | ----------- | ----------- |
| 1911-1920 | 19          | 2           |
| 1921-1930 | 2           | 1           |
| 1931-1940 | 2           | 8           |
| 1941-1950 | 2           | 10          |
| 1951-1960 | 3           | 6           |
| 1961-1970 | 4           | 0           |
| 1971-1980 | 0           | 5           |
| 1981-1990 | 1           | 7           |
| 1991-2000 | 0           | 9           |
| 2001-2010 | 1           | 5           |
| 2011-2020 | 3           | 14          |
| 2021-2030 | 4           | 5           |

### Datos comparativos
|                                             | Racing Club                                       | River Plate                          |
| ------------------------------------------- | ------------------------------------------------- | ------------------------------------ |
| Fecha de fundación                          | 25 de marzo de 1903                               | 25 de mayo de 1901                   |
| Cantidad de socios                          | 86 289                                            | 351 487                              |
| Estadio (capacidad)                         | Presidente Perón (55 880 espectadores)            | Mâs Monumental (85 018 espectadores) |
| Títulos en la Primera División              | 18                                                | 38                                   |
| Récord en la Primera División               | Heptacampeón (histórico) Tricampeón (profesional) | Tricampeón                           |
| Copas nacionales                            | 15                                                | 16                                   |
| Títulos internacionales                     | 5                                                 | 12                                   |
| Títulos rioplatenses                        | 3                                                 | 6                                    |
| Títulos en la Segunda División              | 2                                                 | 2                                    |
| Clasificación histórica en Primera División | 5.º puesto (4.729 puntos)                         | 1.º puesto (5.584 puntos)            |
| Ranking Conmebol                            | 12                                                | 1                                    |
| Venta de entradas AFA                       | 3.º puesto (10.518 entradas)                      | 2.º puesto (14.675 entradas)         |
| Torneos internacionales disputados          | 45                                                | 84                                   |
| Torneos nacionales disputados               | 76                                                | 65                                   |
| Temporadas en Primera División              | 113                                               | 116                                  |
| Temporadas en otras divisiones              | 7                                                 | 5                                    |
| Descensos                                   | 1983                                              | 2011                                 |
| Goleadores en Primera División              | 18                                                | 24                                   |

## Jugadores que militaron en ambos clubes
|               |
| Ubaldo Fillol |

|                 |
| Roberto Perfumo |

|                  |
| Gastón Fernández |

|              |
| Marcos Acuña |

|                |
| Bruno Zuculini |

Algunos de los grandes jugadores que vistieron ambas camisetas fueron: Ubaldo Matildo Fillol, Roberto Perfumo, Agustín Mario Cejas, Natalio Perinetti, Vladislao Cap, Juan José Pizzuti, Ramón Medina Bello, Roberto D'Alessandro, Julio Olarticoechea, Alberto Vivalda, Héctor Grisetti, Juan Ramón Carrasco, Mariano Dalla Libera, Néstor Adrián de Vicente, Leopoldo Luque, Enrique Wolff, Roberto Trotta, Néstor Scotta, Oscar Víctor Trossero, Daniel Darío Decoud, Sergio Goycochea, Juan Fernando Quintero, Gastón Fernández, Gabriel Loeschbor, Esteban Fuertes, Sixto Peralta, Lucas Orbán, Patricio Toranzo, Martín Cardetti, Luciano Lollo, Augusto Solari, Teófilo Gutiérrez, Mariano Pavone, Gustavo Cabral, Gabriel Mercado, Diego Armando Barrado, Nicolás Gabriel Sánchez, Javier Pinola, Carlos Arano, José Sand, Santiago Sosa, Gustavo Bou, Marcos Acuña y Bruno Zuculini, entre muchos otros más.

## Entrenadores que dirigieron los dos clubes
|               |
| Ángel Labruna |

|              |
| Luis Cubilla |

|                |
| Reinaldo Merlo |

|               |
| Diego Simeone |

|             |
| Ángel Cappa |

Muchos entrendadores destacados también dirigieron en ambas instituciones, como ser: Eugenio Medgyessy, Renato Cesarini, Ángel Labruna, José D'Amico, Juan Eulogio Urriolabeitia, Omar Sívori,  Luis Cubilla, Reinaldo Merlo, Carlos Babington, Diego Simeone y Ángel Cappa, entre otros. En la Academia se destacan también Diego Cocca y Eduardo Coudet, ambos jugadores históricos de River Plate, pero que no llegaron a ser entrenadores de los Millonarios.